# احوال‌پرسی
احوال‌پرسی نوعی رفتار انسانی است که هنگام روبرو شدن با همدیگر از خود نشان می‌دهند و می‌تواند نشانه آشنایی قبلی، جلب توجه طرف مقابل، پیشنهاد آغاز رابطه دوستانه یا پایگاه اجتماعی میان طرفین باشد.

## انواع غیر کلامی

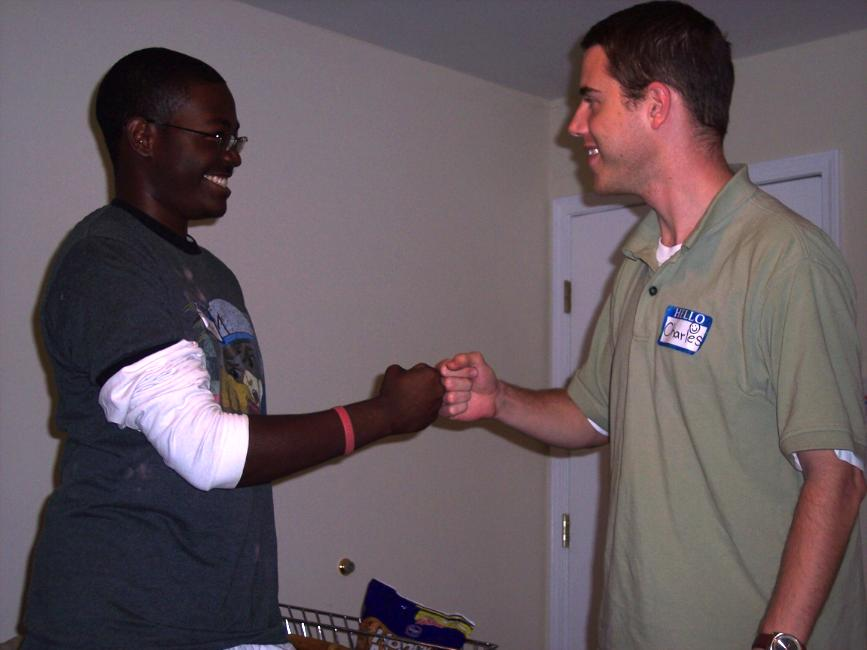
مشت‌به‌مشت زدن نوعی احوالپرسی غیر کلامی است.

تعظیم‌کردن، روبوسی (دیده‌بوسی)، در آغوش گرفتن، بوسه اسکیمویی (فشردن دماغ‌ها به هم)، دست دادن، دست‌بوسی، پابوسی (به خاک افتادن)، سلام نظامی، ناماسته (سلام هندی)، کلاه از سر برداشتن، بزن قدش (پنج‌انگشت را به هم زدن)، مشت به مشت زدن، بالا بردن ابروها (در ساموآ)، و آرنج زدن، نمونه‌هایی از احوالپرسی غیر کلامی هستند.
در کشورهای اسلامی، گذاشتن دست روی سینه، روشی محترمانه برای خوشامدگویی به فردی است که نمی‌خواهید او را لمس کنید.

## احوالپرسی در فرهنگ‌ها و کشورها
- ناماسته در هند
- وای در تایلند
- بوسه اسکیمویی
- سامپیه در کامبوج

## واژه سلام در زبان‌های گوناگون

خوشامدگویی نوعی سلام شمرده می‌شود.

- زبان آفریکانس: Hallo, goeie more/naand
- زبان آلبانیایی: Përshëndetje
- زبان عربی: مرحبًا / سلام (marḥaban/salām)
- زبان ارمنی: Բարեւ Ձեզ (Barev Dzez)
- زبان آذری: سلام، Salam
- زبان پرتغالی برزیل: Oi, Olá, Bom dia/tarde/noite
- زبان بلغاری: Здравейте (Zdraveĭte)
- زبان برمه‌ای: Mingalarba
- زبان چینی: 你好 (زبان چینی استاندارد: nǐ hǎo, زبان کانتونی: nei5 hou2)
- زبان چکی: Ahoj (غیر رسمی), Dobrý den (رسمی)
- زبان دانمارکی: Hej/Davs/Mojn (informal), Goddag/Godmorgen/Godaften (formal)
- زبان هلندی: Hallo
- زبان انگلیسی: Hello, Hi (رسمی), Hey (غیر رسمی), Good Day/Morning/Evening (Good Day.)
- زبان فنلاندی: Hei, Terve, (Hyvää) huomenta/päivää/iltaa (رسمی)
- زبان فرانسوی: Salut, Bonjour
- زبان گرجی: გამარჯობა (Gamarjoba); გამარჯობათ (Gamarjobat) (رسمی); გაუმარჯოს (Gaumarjos) (غیر رسمی)
- زبان آلمانی: Hallo (غیر رسمی), Grüß Gott (رسمی، فقط در جنوب آلمان و اتریش), Guten Morgen/Guten Tag/Guten Abend (رسمی)
- زبان یونانی: Γειά σας (Yia Sas) رسمی, Γειά σου (Yia Sou) غیر رسمی, Γειά simple
- زبان عبری: שלום، [shalóm]
- زبان هندی: नमस्ते، نَمَسْتے، [Namaste]
- زبان ایتالیایی: Ciao (غیر رسمی), Salve (نیمه رسمی), Buongiorno/Buonasera (رسمی)
- زبان ژاپنی: 今日は، [こんにちは]، [Konnichiwa]
- زبان کره‌ای: 안녕하세요، [Annyeonghaseyo]، [Annyŏnghaseyo]
- زبان مغولی: Сайн байна уу، [Sajn bajna uu]؛ ᠰᠠᠶᠢᠨ ᠪᠠᠶᠢᠨ᠎ᠠ ᠤᠤ، [sayin bayin-a-uu]
- زبان فارسی: درود (Dorud) / سلام (Salâm)
- زبان مجاری: Cześć (غیر رسمی), Dzień dobry/Witam (رسمی), Dobry wieczór (good evening)
- زبان پرتغالی: Ei! (خیلی رسمی), Oi, Olá (نیمه رسمی), Bom dia/boa tarde/boa noite (غیر رسمی)
- زبان پنجابی: Ki Hal Ay کی حال اے /ki: hɑ:l e:/
- زبان رومانیایی: Salut (غیر رسمی), Bună dimineaţa/ziua/seara (رسمی), 'Neaţa(غیر رسمی)
- زبان روسی: Привет (Privet), Здравствуйте (Zdravstvuite)
- زبان صربی: Здраво/Zdravo (غیر رسمی), Добар дан/Dobar dan (رسمی)
- زبان سواحیلی: Jambo
- زبان سوئدی: Hej (غیر رسمی), god dag/god afton (رسمی)
- زبان تایلندی: สวัสดี، [sà-wàt-dii]
- زبان ترکی: Merhaba
- زبان گیلکی:selam

## درود
درود واژه‌ای از فارسی باستان است که ایرانی‌ها هنگام رسیدن به یکدیگر می‌گویند و بدور از هر جنگ و صلحی یکدیگر را با گفتن درود می‌ستایند. درود از واژه "دروته" و "دروسته" گرفته شده و در قدیم مردم هنگام احوالپرسی می‌گفتند "از درستی تو؟" یا "درستی؟" یعنی: آیا حالت خوب است؟ سلامت و تن درستی تو؟ این واژه در زبان روسی به "إزدرستی تو"؟здравствуйте تبدیل شده است که برای سلام و احوالپرسی بکار می‌رود.